# Archibald Montgomerie (17e comte d'Eglinton)
Pour les articles homonymes, voir Archibald Montgomerie.
Archibald William Alexander Montgomerie, 17e comte d'Eglinton (16 octobre 1914 - 21 avril 1966)  est le fils d' Archibald Montgomerie, 16e comte d'Eglinton.

## Biographie
Il fait ses études au Collège d'Eton et New College, Oxford.
Le 10 novembre 1938, il épouse Ursula Joan Watson et ils ont quatre enfants :
- Archibald Montgomerie (18e comte d'Eglinton) (27 août 1939 – 14 juin 2018)
- Susanna Montgomerie (née le 19 octobre 1941)
- Elizabeth Béatrice Montgomerie (née le 29 août 1945)
- Egida Seton Montgomerie (1945-1957)

## Franc-maçonnerie
Alors qu'il est étudiant au New College, il est initié à la franc-maçonnerie anglaise à l'« Apollo University Lodge, No.357 », (Oxford), en 1936. Après avoir terminé ses études et il retourne en Écosse et rejoint la loge Kilwinning n°0, en 1947. Il est maître de cette loge de 1949 à 1957. Il s'affilie également à la loge « Montgomerie Kilwinning », N°624, (Skelmorlie, North Ayrshire) en 1947 et sert comme maître cette année-là. Également en 1949, il est nommé grand maître provincial pour l'Ayrshire par la Grande Loge d’Écosse de 1949 à 1957 pendant la période où il est maître de loge Kilwinning. Il est grand architecte en 1948-1949 dans la Grande Loge d'Écosse .